# 藤原審爾

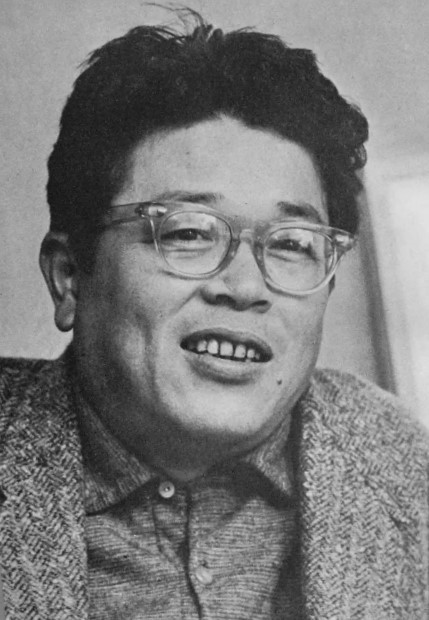
藤原審爾（1963年）

藤原 審爾（ふじわら しんじ、1921年3月7日 - 1984年12月20日）は、日本の小説家。幾度も大病を患いながら、純文学からサスペンス、恋愛ものやハードボイルドなど、幅広いジャンルの作品を発表し、「小説の名人」の異名をとった。また映画化された作品の多さから「映画に愛された小説家」とも評される。女優藤真利子は息女。直木賞、小説新潮賞受賞。

## 経歴

### 生い立ちとデビュー
東京市本郷に生まれる。3歳で母と生別、6歳で父と死別し、父の郷里である岡山県片上町（現在の備前市・法鏡寺がある場所）で祖母に育てられた。閑谷中学校在学中に祖母とも死別、青山学院高等商業部に進むが、肺結核のため中退する。療養生活を続けながら雑誌社で編集を手伝う傍ら、外村繁に投書雑誌の選者をしていた縁で師事して創作活動を行い、同人誌『曙』を発行。1945年の岡山空襲で吉備津に疎開、戦後は倉敷市に移り、同人誌『文学祭』を発行する。同誌に掲載した「煉獄の曲」が河盛好蔵に認められた。戦後まもなくの頃について、自身は「学生のころはリルケ、ボードレール、ヴァレリー、ロマン・ローランの『ジャン・クリストフ』、梶井基次郎などを読んだが、そのうちリリカルなものがプチブル的に思え、それを克服しようと思って、いろいろ狂ってきましてね」と語っている。
1946年に外村の雑誌『素直』に「破倫」、また河盛の推薦で『新潮』に「永夜」、『新生』に「初花」を発表する。この頃は骨董屋になろうとしていたが、翌年、山奥の温泉宿での出来事を詩情豊かに綴った「秋津温泉」を発表、文壇での評価を得て1948年に上京、外村の家に下宿しながら本格的な作家活動に入った。新宿で焼け跡闇市派作家として酒と麻雀の放蕩無頼の生活を送りつつ、話題作「魔子を待つ間」などを発表するが肺結核が再発して入院。1950年に2度の大手術で肋骨8本を切除した。藤原は1952年までつづいた入院期期間中にも入院費の捻出と妻子への仕送りのために小説を書き続け、中間小説誌ブームに乗って社会派風俗小説の書き手となった。
1952年、「罪な女」「斧の定九郎」「白い百足虫」の三作品で第27回直木賞を受賞、選評では、小島政二郎「文章の一つ一つがピタッ、ピタッと女の急所を押さえている見事さは、心憎い位の魅力」、井伏鱒二「女性の本能的な正体を書き現わす」「野性味も実に野放しの感じ」と評された。この頃、親友の戸石泰一のつながりで日ソ図書館の文学学校や中央労働学院の講師を務め、雑誌『文学の友』（旧『人民文学』）の編集委員も担った。1954年末に胆石症で手術。1955年、占領軍による暴行、陵辱事件を扱った「裏切られた女達」を『小説公園』に連載（後に『みんなが見ている前で』として出版）。また『赤い殺意』『金と女と死』などのサスペンス小説や犯罪小説を量産した。1962年には「殿様と口紅」で小説新潮賞を受賞した。

### 人気と晩年
その後もさまざまなジャンルに旺盛な好奇心を示し、1967年には日本では書かれること自体が少ない軽ハードボイルドの連作短編集『悪魔からの勲章』を発表。また「日本の87分署」と評される警察小説の先駆的作品「新宿警察」シリーズ、『赤い標的』などのスパイ小説、『総長への道』などの仁侠ものも手がけた。さらに1972年には動物小説集『狼よ、はなやかに翔べ』も発表している。
1973年、肝硬変と糖尿病で入院。1970年代後半からは『死にたがる子』『落ちこぼれ家庭』『結婚の資格』など、家庭問題をテーマとした社会性の強い作品を相次いで発表。さらに『さきに愛ありて』などの教養小説・恋愛小説、『妖怪の人間狩り』『大妖怪』などの妖怪小説も書いた。
映画化された作品も多く、その中には日本映画史に重要な地位を占める作品も少なくない。「庭にひともと白木蓮」は山田洋次により『馬鹿まるだし』として映画化されて「馬鹿シリーズ」に続き、本作でのエピソードを積み重ねる手法は『男はつらいよ』シリーズにも踏襲された。『わが国おんな三割安』中の作品は、松竹の「喜劇・女シリーズ」として3作が映画化され、当時の「大船喜劇」のドル箱的作品となった。一方で「殺し屋」は『拳銃は俺のパスポート』、「前夜」は『ある殺し屋』として映画化されており、いずれも日本映画を代表するフィルム・ノワールの傑作とされるなど、ジャンルを横断する藤原の特性が際立つかたちとなっている。
また藤原は1950年代から「藤原学校」と呼ばれる勉強会を自宅で開き、三好京三、山田洋次、江國滋、色川武大、高橋治らの後進を育てた。中でも色川との関係は格別で、元双葉社の編集者・柳橋史によれば、両者の関係は「兄事しているような、遊び友達のような、それでいてライバルのような愉しい関係だった」という。
ライフワークとして『宮本武蔵』の執筆を進める中、1984年に癌で入院し4ヶ月の入院生活の後に死去した。63歳没。墓所は生前の言葉通りに、故郷の片上町の祖母の墓の近くにある。

## 作品

### 秋津温泉と初期作品
1947年に発表して、作家としての地位を得るきっかけとなるとともに藤原の初期の代表作として挙げられる。戦時中の21歳頃から書き進めていて、1947年に前半を『人間別冊』に、後半を『別冊文藝春秋』に掲載。1948年、講談社の新鋭文学選書として刊行された。加筆したものを1949年に新潮社より刊行。1988年に集英社文庫刊。
藤原自身にも重なる境遇の、両親のない17歳の少年が伯母に連れられて山奥の秋津の温泉宿を訪れ3年後、その5年後、また8年後と繰り返し秋津を訪れながらそこで出会った女性と妻子を持つ身となっていく主人公の関わりを叙情的に描いている。井伏鱒二も藤原について「底抜けに詩情ゆたかな筆致」「戦後の混乱した世相と対蹠的で特に引きたった」と評している。舞台の秋津温泉は、岡山県の奥津温泉がモデルの架空の地名で、また藤原が伯母に連れられて湯治に訪れていた紀州の温泉もモデルの一つ。この伯母と思われる人物を描く短編「紅顔」(1948)もある。
1962年、松竹にて岡田茉莉子の企画・主演、吉田喜重監督で映画化された。
本作や「愛撫」、新宿の飲み屋の魔子を愛する経緯を描いた連作「魔子シリーズ」など私小説的な初期作品は、心理主義、文体と情感で読ませる作風と言われる。「魔子シリーズ」は妻子を岡山の実家に帰して東京で執筆を続ける作家である「私」が、屋台にいる若い女魔子と愛し合うようになり、一時帰郷した岡山から魔子に手紙を書く「魔子への手紙」、屋台で酒を飲みながら魔子に耽溺していく自分をみつめている「魔子を待つ間」、魔子の家族にも二人の関係が知れて「私」は別離の予感も覚えながら仕事のために転居するが、その宿へ魔子が訪れて来る「初夜」の3作、また昭和29年までについての自伝的作品として『愛の夜 孤独の夜』がある。
- 『秋津温泉』講談社 1948年（加筆版 新潮社 1949年）
- 『初花』桜井書店 1947年（短編集）
- 『浮寝』改造社 1948年（短編集）
- 『藤の実の落ちる季節』改造社 1949年（短編集）
- 『魔子』世界社 1950年（「魔子への手紙」「魔子を待つ間」「初夜」）

### 新宿警察
新宿にある架空の警察署「新宿警察」を舞台に、根来刑事を初めとする刑事たちの活躍を描く警察小説。エド・マクベインの87分署シリーズのように複数の刑事達の行動が並行して描かれるスタイルで、「日本の87分署」とも言われる。1975年に「新宿警察」としてテレビドラマ化された。執筆当初は実際には新宿の警察署は淀橋警察署という名前で、新宿警察署というのは実在しない架空の警察署だった。自身では「ある時会った所轄の刑事たちが〜燃えるような情熱をもっていることを知って、わたしはそれにうたれた」のを契機に書き始めたと述べている。
- 『若い刑事』 彌生書房 1960年（短編集） - 表題作「若い刑事」のみシリーズ作品（シリーズ第1作）
- 『新宿警察』 報知新聞社 1968年（短編集） - 非シリーズ作品を含む
- 『新宿広場』 報知新聞社 1969年（短編集）
- 『新宿その暗黒の恋』 実業之日本社 1970年（長編）
- 『マリファナ』 双葉社 1972年（短編集）
- 『新宿真夜中ソング』 桃園書房 1974年 （短編集）
- 『新宿警察』 双葉社 1975年（短編集） - 報知新聞社版とは収録作品が異なる
- 『続新宿警察』 双葉社 1975年（短編集）
- 『愛しながら殺せ』 グリーンアロー出版社 1975年（短編集）
- 『マリファナ殺人事件』 実業之日本社 1977年（短編集）
- 『新宿心中』 実業之日本社 1978年（短編集）
- 『真夜中の狩人』 実業之日本社 1978年（短編集）
- 『真夜中の狩人』 角川文庫 1981年（短編集） - 実業之日本社版とは収録作品が異なる
- 『あたしにも殺させて』 双葉社 1984年（長編）
- 『新宿警察』『慈悲の報酬』『所轄刑事』『新宿生餌』 双葉文庫 2009年（短編集） - 双葉社版『新宿警察』『続新宿警察』を分冊化したもの

これ以外にもシリーズ作品を収録した短編集が存在する他、非シリーズ作品である『女の性の精』（1970年）『わが国おんな三割安』（1970年）『よるべなき男の仕事・殺し』（1975年）の舞台も「新宿署」の管轄で、シリーズ中の刑事が登場する。

### 推理・サスペンス
『贅沢な殺人』は、「夫と妻に捧げる犯罪」ものの推理小説。『赤い殺意』は平凡な主婦が殺人に手を染めようとするサスペンス小説。『ろくでなしはろくでなし』は悪徳新聞記者を主人公にしたハードボイルド風の社会派推理小説。『悪魔からの勲章』は私立探偵の活躍する連作短編で、軽ハードボイルドとも言われる。
『赤い標的』は労働スパイをサスペンスタッチで描き、『薄毛は悪女』はスパイとして活躍するようになる女を描いたいたのスパイ小説。『スパイ・その苦い歳月』も日米混血の女スパイが日本で活躍する作品。『東京の真赤な雲雀』は石油問題に絡む各国の諜報組織の暗躍を描いている。
『金と女と死』はチンピラがヤクザの大物に成り上がっていく過程を描いた暗黒小説。『恐喝こそわが人生』『黒幕』は社会の表面には出ない巨大な力を持つ悪人を巡り、その力を利用する者や、それに挑む男を描き、『よるべなき男の仕事・殺し』は殺し屋とそれを追う刑事を描いている。
- 『赤い殺意』光文社 1959年（『女性自身』1959年5-9月） のち集英社文庫
- 『金と女と死』東方社 1961年（『週刊漫画TIMES』1959年1月7日-8月5日） のち角川文庫
- 『悪魔からの勲章』双葉社 1967年、改題『拳銃（ハジキ）の詩（うた）』角川文庫 1979年
- 『赤い標的』双葉社 1968年 のち角川文庫
- 『恐喝こそわが人生』報知新聞社 1968年（『共同通信』1962年連載）のち角川文庫
- 『贅沢な殺人』文藝春秋 1969年 のち角川文庫
- 『ろくでなしはろくでなし』いんなあとりっぷ社 1974年（『小説新潮』1973年連載）のち角川文庫
- 『黒幕』新評社 1975年（『新評』1973年連載）、角川文庫 1978年
- 『よるべなき男の仕事・殺し』双葉社 1975年 のち角川文庫
- 『薄毛は悪女』双葉社 1976年（『問題小説』1976年）、改題『暗号名は赤い蛇』角川文庫
- 『東京の真赤な雲雀』双葉社 1978年（『新評』1977年2月-1973年2月）、改題『国際大謀略作戦』角川文庫 1981年
- 『スパイ・その苦い歳月』双葉社 1978年 のち角川文庫

### ユーモアと人情
「庭にひともと白木蓮」は敗戦直後の瀬戸内海沿岸の小さな町で単純で純粋な男を描いた「美しい小説」（山田洋二）だが、映画化された『馬鹿まるだし』では喜劇として売り出され、また受け入れられた。『へそまがり』も同じように藤原の故郷片上がモデルの町で、海を埋め立てて工場を作るのに抵抗する男を描いている。また『愛すべき人物』も、同じ土地の出身の純真な青年が東京で生きていく物語。『三行人生』も三行広告によって岡山から東京に出てきた娘を描いた作品。またお座敷ストリップの斡旋事務所に人々の悲哀を描く『わが国おんな三割安』、30年も娼婦をしている女たちを描いた『誰でも愛してあげる』がある。ユーモア小説について自身では「こういう市井のよき人々への尊敬の念から出発しなければ、おかしさがこの世にとゞまらぬようである。呵々大笑は敬してこそ得られるものに違いない」（『藤原審爾の極楽亭主』著者のことば）とも述べている。
- 『三行人生』東方社 1956年（『サン写真新聞』1953年） のち徳間文庫
- 『わが国おんな三割安』徳間書店 1970年 のち文庫
- 『藤原審爾の極楽亭主』KKベストセラーズ 1973年（「東京どまんなか」「わが国女房五割安」）
- 『へそまがり』中央公論社 1974年（『地上』1973年連載）（徳間文庫『われらが国のへそまがり』1985年）
- 『愛すべき人物』双葉社 1977年（『週刊読売』1967年連載）のち徳間文庫
- 『誰でも愛してあげる』双葉社 1979年（連作短編集） のち徳間文庫

### 他の小説
- 『恋愛神話』矢代書店 1950年
- 『湖上の薔薇』新潮社 1950年（『小説新潮』1949年）
- 『新版好色一代男』新潮社 1950年
- 『花びらの肖像』東京文庫 1951年（短編集）
- 『伊豆物語』東京文庫 1951年（短編集）
- 『青春の肖像』小説朝日社 1952年（短編集、「罪な女」所収）
- 『安五郎出世』小説朝日社 1952年（短編集）
- 『藤十郎狸武勇伝』三啓社 1953年（短編集）
- 『好色五人女』紫書房 1953年
- 『美しき欲望』（『サンケイ新聞』1953年）
- 『海の囁き』山田書店 1955年（『婦人画報』1952年）
- 『初夜』鱒書房 1955年（短編集）
- 『みんなが見ている前で 占領下日本女性受難の記録 正・続』鱒書房(コバルト新書) 1955年[注釈 4]
- 『ぼくらの恋人たち』河出書房 1955年
- 『裏切られた女達』大日本雄弁会講談社（ロマン・ブックス） 1956年（『小説公園』1955年）
- 『東京のサラリーガール』東洋書館 1956年
- 『辱しめられても』虎書房 1957年
- 『みんなが知っている 百万支那派遣軍による中国婦女子の受難』春陽堂書店 1957年[注釈 5]
- 『この女に手を出すな』東方社 1957年
- 『人斬り稼業』講談社 1957年
- 『夜に生きる女たち』（『キング』1957年）
- 『夜ひとり哭く』光風社 1958年
- 『悪魔と天使の季節』大日本雄弁会講談社 1958年（『小説サロン』1957年）
- 『青い夢の夜』光風社 1958年（『週刊アサヒ芸能』1958年）
- 『盗賊説法』和同出版 1958年（『中日新聞』1954年）
- 『愛染天使』小壷天書房 1958年（短編集）
- 『果しなき欲望』光風社 1958年
- 『恋がノックをする時』和同出版社 1959年（『サン写真新聞』1953年）
- 『愛のかたち』平凡出版 1959年（『婦人朝日』1958年）
- 『千姫』中央公論社 1959年（『婦人公論』1958年）
- 『静かな脱獄者』アサヒ芸能出版 1960年
- 『花と風とギャング達』昭和書館 1961年（『生きる女性』1960年連載）
- 『可愛いめんどりが歌った』東方社 1962年（『週刊平凡』1960年連載）
- 『泥だらけの純情』七曜社 1962年（短編集）
- 『結婚までを』講談社 1963年（『婦人画報』1960年）のち集英社文庫
- 『殿様と口紅』新潮社 1963年（短編集）
- 『ぐれん隊純情派』七曜社 1963年
- 『三尺高い空の上-鼠小僧異聞-』双葉社 1964年（『サンケイ新聞』1962年連載）
- 『黄金の女』光風社 1964年
- 『好色七人女』双葉社 1965年（短編集）
- 『逃亡者』久保書店 1965年（短編集）
- 『わたしの事情』講談社 1965年
- 『赤い関係』双葉社 1966年（『週刊大衆』1965年連載）
- 『愛と孤独と昼と夜』講談社 1966年
- 『愛しながらの別れ』春陽文庫 1966年
- 『武士道地獄』報知新聞社 1968年 のち集英社文庫
- 『孤狼のバラード』日本文華社 1968年
- 『不良外人白書』講談社 1969年
- 『赤い殺し屋』日本文華社 1969年
- 『殺しの手順』秋田書店 1969年（短編集）
- 『女類妻族』報知新聞社 1969年
- 『女の性の精』講談社 1970年（『小説宝石』1969年）
- 『赤い愛の生活』双葉社 1970年（『週刊大衆』1969年）
- 『青春売ります』青樹社 1970年
- 『散歩のように恋を』桃園書房 1971年
- 『総長への道』（シリーズ） 双葉社 1971年（『週刊大衆』1970-71年連載）のち角川文庫
- 『昭和おんな仁義』実業之日本社 1971年
- 『夜は回転する』日本文華社 1972年
- 『東京下町しあわせ人間』世紀出版 1972年
- 『天才投手』KKベストセラーズ 1972年（『報知新聞』1971年連載）のち徳間文庫
- 『旅鴉でござんす』日本文華社 1972年
- 『おそい愛』東邦出版社 1972年 のち講談社文庫
- 『藤原審爾の奇妙種族』KKベストセラーズ 1972年（「わが国おんな三割安」「今日駄目人間」）
- 『総長への道・番外編』双葉社 1972年
- 『狼よ、はなやかに翔べ』講談社 1973年 のち角川文庫（「山犬たちが吠える夜」「赤い人食い熊」「黒豹よ、魔人のごとく襲え」）
- 『愛すること死ぬこと』東邦出版社 1973年
- 『さきに愛ありて』第1-6部 新潮社 1973-77年（『赤旗 日曜版』1973-76年連載）（新潮文庫 1985年）
- 『シャム猫ロマンの放浪』新潮社 1974年（短編集）
- 『妖怪の人間狩り』ベストセラーズ 1974年
- 『花氷』いんなあとりっぷ社 1974年（『京都新聞』1972年連載）（講談社文庫 1978年）
- 『あこがれの関係』講談社 1974年（『週刊現代』1973年連載）（角川文庫 1982年）
- 『鴉五千羽夕陽に向う』読売新聞社 1975年 のち角川文庫 （『小説現代』1974年連載『今、鴉五千羽、夕陽に向う』改題）
- 『昭和水滸伝』双葉社 1974年-76年（『週刊大衆』1973-74年連載）のち角川文庫 、小学館文庫
- 『女王陛下は御満悦』ベストセラーズ 1975年（『小説宝石』1974年） のち徳間文庫
- 『野球賭博』ワールドフォトプレス 1975年（短編集）
- 『三人姉妹』東邦出版社 1975年（『東京タイムス』1956-57年）
- 『女の頭男の頭 ぎょっとする17個所』青春出版社 1975年
- 『鏡の間』講談社 1976年（短編集）
- 『私は、ヒモです』実業之日本社 1976年 のち徳間文庫（「庭にひともと白木蓮」所収）
- 『エンタープライズ爆破計画』双葉社 1976年（『週刊小説』1976年） のち角川文庫
- 『薔薇の人』文藝春秋 1976年
- 『寝息』光風社 1976年
- 『怒りて猿よ山を揺すれ』光文社 1977年（『小説現代』1975年）のち角川文庫
- 『天の花と実』新潮社 1977年（『女性自身』1976年）
- 『死にたがる子』新日本出版社 1978年（『文化評論』1977年） のち新潮文庫
- 『大妖怪』文藝春秋 1978年（短編集） のち文庫、集英社文庫
- 『天空拳勝負録』双葉社 1978年（『週刊大衆』1978-79年） のち角川文庫
- 『恐喝その死の匂い』双葉社 1979年
- 『落ちこぼれ家庭』新日本出版社 1979年（『赤旗』1978年10月1日-1979年5月15日） のち新潮文庫
- 『愛の夜 孤独の夜』講談社 1980年
- 『これがビッグドライブだ』ごま書房（ゴマブックス）1980年
- 『繪本の騎士』実業之日本社 1981年（短編集）
- 『結婚の資格』新日本出版社 1981年（『女性のひろば』1979年） のち新潮文庫
- 『熊鷹青空の美しき狩人』文藝春秋 1982年
- 『風と夢・オンザロード』三推社 1983年 のち角川文庫
- 『涙ながして、また夜』新潮社 1984年
- 『まだ愛を知らない』新日本出版社 1984-85年（未完）

ほか。作品の正確な書誌は作成できておらず、特に量産期に未単行本化の不明作品があると見られている。

### エッセイ・ノンフィクション
- 『孤独のために感傷のために わが闘病の記録』春陽堂書店 1958年
- 『日本やきもの旅行5』 平凡社 1976年（共著）
- 『昨日の頭 明日の頭』青春出版社 1977年
- 『この「落ちこぼし」教育 教師・父母への提言』現代史出版会 1979年（槙枝元文と共著）
- 『一人はうまからず』毎日新聞社 1985年
- 『遺す言葉』新潮社 1985年（『波』1976年）

### 作品集
- 『藤原審爾作品集』（全7巻）森脇文庫 1957-58年
- 『藤原審爾 その華麗な世界』双葉社 1975-79年
- 『永夜 ひたむきな女たちの物語』現代史出版会 1978年（自選作品集）
- 『講談社大衆文学館 赤い殺意・罪な女』講談社 1997年
- 『藤原審爾 昭和の短篇一人一冊集成』結城信孝編 未知谷 2008年

## 人物像
藤原は若い頃の肺結核の後も胆嚢の切除、心臓病、腎臓病、肝硬変、糖尿病など数々の持病に悩まされた。
多彩な趣味も有名で、陶芸、釣り、ビリヤードなどの他、野球ではチーム「藤原」を結成して東京都代表として1969年長崎国体出場、建築設計では自宅の他に知人の屋敷や民芸館を設計、麻雀では色川武大からも「旦那芸としては、玄人に近いレベル」と評された。バイク小説『風と夢・オンザロード』連載中には自動二輪免許も取得した。『日本やきもの旅行』では、よく訪れる先として丹波焼の項「丹波焼昨日今日」を担当。尊敬する作家は広津和郎で、自宅にその書「何よりもまず、正しい道理の通る国にしよう、この我等の国を」を飾っていた。

## 映画化作品
- 『獣の宿』松竹 黒澤明脚本 大曽根辰夫監督 1951年 鶴田浩二 岸恵子（原作「湖上の薔薇」）
- 『伊豆物語』東宝 渡辺邦男監督 1951年 若原雅夫 花柳小菊
- 『安五郎出世』東宝 滝沢英輔監督 1953年 森繁久彌 越路吹雪
- 『この女に手を出すな』松竹 酒井辰雄監督 1956年 高橋貞二 竜崎一郎
- 『悪魔と天使の季節』日活 堀池清監督 1958年 中原早苗 葉山良二 小林旭
- 『果しなき欲望』日活 今村昌平監督 1958年 長門裕之 渡辺美佐子
- 『逃亡者』日活 古川卓巳監督 1959年 長門裕之 松本染升（原作「逃亡者」）
- 『地獄の曲り角』日活 蔵原惟繕監督 1959年 葉山良二 南田洋子（原作「金と女と死」）
- 『真紅の男』東宝 本多猪四郎監督 1961年 佐藤允 久保明 白川由美
- 『地平線がぎらぎらっ』新東宝 土居通芳監督 1961年 ジェリー藤尾 多々良純
- 『花と嵐とギャング』ニュー東映 石井輝男監督 1961年 高倉健 鶴田浩二
- 『可愛いめんどりが歌った』大映 富本壮吉監督 1961年 大空真弓 菅原謙二 田宮二郎
- 『太陽は狂ってる』日活 舛田利雄監督 1961年 浜田光夫 川地民夫 吉永小百合（原作「ちんぴら」）
- 『恋と太陽とギャング』東映 石井輝男監督 1962年 高倉健 丹波哲郎
- 『秋津温泉』松竹 吉田喜重監督 1962年 長門裕之 岡田茉莉子
- 『夜の勲章』日活 松尾昭典監督 1963年小林旭 小沢昭一 内田良平
- 『泥だらけの純情』日活 中平康監督 1963年 吉永小百合 浜田光夫
- 『わが恐喝の人生』東映 佐伯清監督 1963年 梅宮辰夫 千葉真一（原作「恐喝こそわが人生」）
- 『ぐれん隊純情派』大映 増村保造監督 1963年 本郷功次郎 藤巻潤
- 『灼熱の椅子』日活 野口博志監督 1963年 和田浩治 松原智恵子
- 『その人は遠く』日活 堀池清監督 1963年 芦川いづみ 山内賢（原作「遠い人」）
- 『赤い殺意』日活 今村昌平監督 1964年 春川ますみ 西村晃
- 『馬鹿まるだし』松竹 山田洋次監督 1964年 ハナ肇 桑野みゆき（原作「庭にひともと白木蓮」）
- 『恋人よ』松竹 二本松嘉瑞監督 1964年 倍賞千恵子 吉田輝雄 岡田英次（原作「結婚までを」）
- 『愛しながらの別れ』日活 江崎実生監督 1965年 浜田光夫 和泉雅子
- 『三匹の牝猫』日活 井田探監督 1966年 野川由美子 藤竜也（原作「誘惑計画」）
- 『拳銃は俺のパスポート』日活 野村孝監督 1967年 宍戸錠 ジェリー藤尾（原作「殺し屋」）
- 『ある殺し屋』大映京都 森一生監督 1967年 市川雷蔵 野川由美子（原作「前夜」）
- 『ある殺し屋の鍵』大映京都 森一生監督  1967年 市川雷蔵 佐藤友美（原作「殺される男」）
- 『悪魔からの勲章』大映東京 村山三男監督 1967年 田宮二郎 江波杏子（原作「最後はおれが笑う」）
- 『恐喝こそわが人生』松竹 深作欣二監督 1968年 松方弘樹 佐藤友美
- 『喜劇・一発大必勝』松竹 山田洋次監督 1969年 ハナ肇 倍賞千恵子（原作「三文大将」）
- 『殺し屋をバラせ』大映京都 池広一夫監督 1969年 峰岸隆之介（原作「殺しの手順」）
- 『女殺し屋 牝犬』大映東京 井上芳夫監督 1969年 江波杏子（原作「殺される男」）
- 『新兄弟仁義』東映 佐伯清監督 1970年 北島三郎 菅原文太
- 『日本やくざ伝 総長への道』東映 マキノ雅弘監督 1971年 高倉健 鶴田浩二 若山富三郎 松方弘樹
- 『人間標的』松竹 井上梅次監督 1971年 若林豪 山﨑努（原作「新宿警察 復讐の論理」）
- 『喜劇 女は男のふるさとヨ』松竹 森﨑東監督 1971年 森繁久彌 中村メイコ（原作『わが国おんな三割安』）
- 『喜劇 女生きてます』松竹 森崎東監督 1971年 森繁久彌 左幸子（原作『わが国おんな三割安』）
- 『喜劇 女売り出します』松竹 森崎東監督 1972年 森繁久彌 市原悦子（原作『わが国おんな三割安』）
- 『昭和おんな博徒』東映 加藤泰監督 1972年 江波杏子 松方弘樹（原作「昭和おんな仁義」）
- 『日陰者』東映 山下耕作監督 1972年 鶴田浩二 池部良
- 『女生きてます』松竹 森崎東監督 1972年 森繁久彌 中村メイコ
- 『東京ド真ン中』松竹 野村芳太郎監督 1974年 森田健作 宍戸錠（原作「東京どまんなか」）
- 『反逆の旅』松竹 渡辺祐介監督 1976年 原田芳雄（原作「よるべなき男の仕事・殺し」）
- 『泥だらけの純情』東宝 富本壮吉監督 1977年 山口百恵 三浦友和
- 『よるべなき男の仕事・殺し』アルゴプロジェクト 村川透監督 1991年 加藤雅也